# John Saris

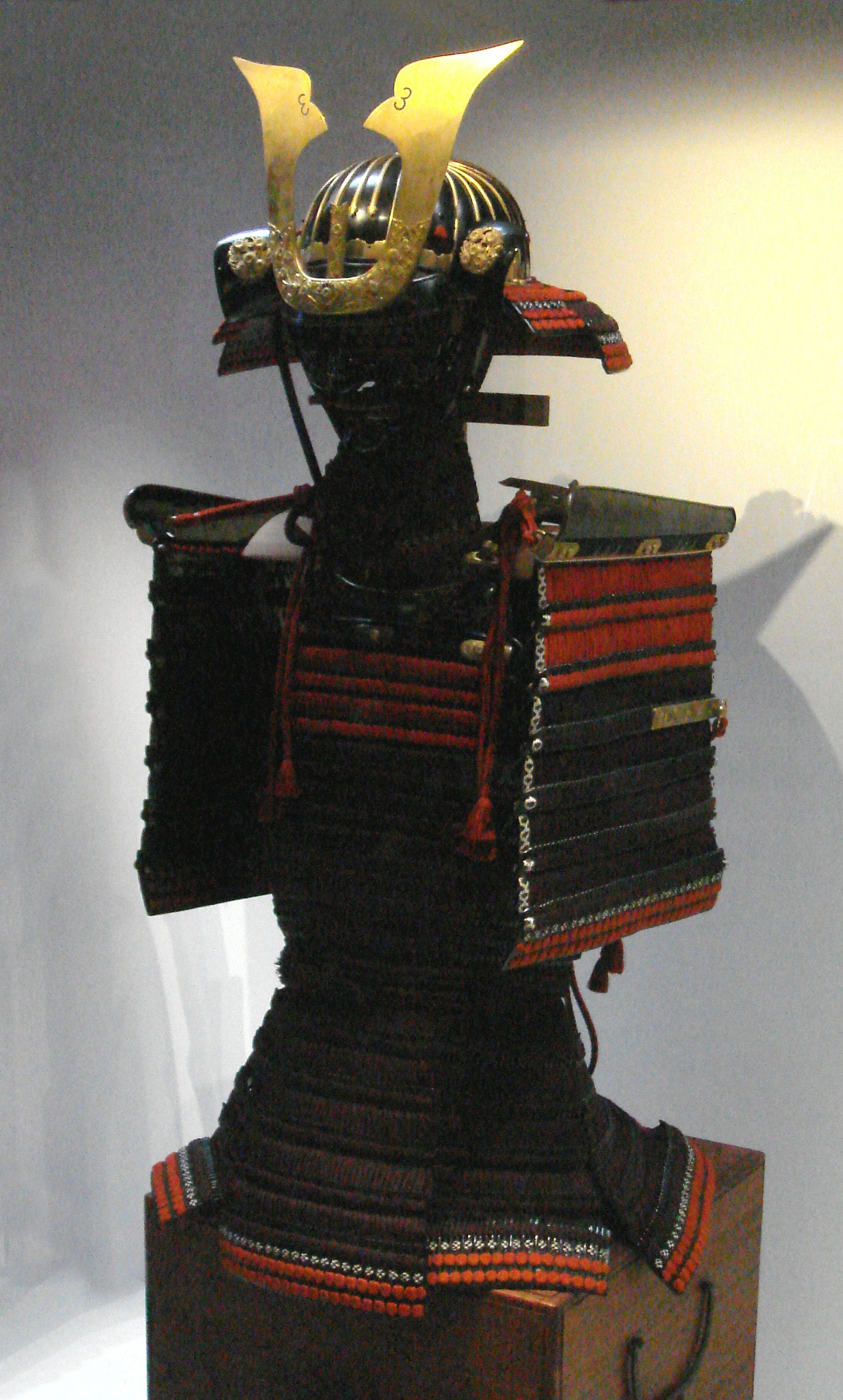
Eine der beiden japanischen Rüstungen, die Tokugawa Hidetada Saris für König Jakob 1613 mitgab. Sie wird im Tower of London aufbewahrt.

John Saris (* um 1580; † 11. Dezember 1643) war ein englischer Handelsmann in Südostasien und während der frühen Edo-Zeit in Japan.

## Leben
John Saris stammte aus Yorkshire und war im Auftrag der Englischen Ostindien-Kompanie zwischen 1604 und 1612 in der englischen Station in Bantam aus Java tätig und war ab 1608 Leiter der dortigen Faktorei.
1613 besuchte er Japan, ging in Hirado an Land. Er wurde freundlich vom Damyō Matsura Shigenobu (松浦 鎮信; 1549–1614) empfangen, dem er einen Brief vom König von England überreichte. Während er in Hirado war, nahm er Kontakt mit Will Adams in Edo auf und schlug vor, ihn zur Burg Sumpu zu begleiten. Dort wurde er von Tokugawa Ieyasu empfangen, dem er einen Brief von König Jakob I. überreichte. Danach verbrachte er mehrere Tage in Edo, wo er eine Antwort Ieyasus erhielt, die an den englischen König gerichtet war, und die ihm und seinen Landsleuten  Privilegien zusicherten.
Die Engländer konnte darauf gestützt freien Handel treiben, wurden von Steuern befreit, erhielten die Erlaubnis, Handelshäuser einzurichten und Ezo, also Hokkaidō, und die angrenzenden Inseln zu besuchen. Nach seiner Rückkehr nach Hirado im November 1613 errichtete er ein Handelshaus, was von Kapitän Richard Cocks überwacht wurde. Adams (mit 100 £ jährlich) und sechs weitere Engländer waren daran beteiligt. Saris verließ Hirado im folgenden Monat, wobei er 15 Japaner mitnahm. Im September 1614 erreichte er Plymouth.
Das englische Handelshaus auf Hirado wurde 1624 aufgegeben. Saris’ Aufzeichnungen wurden von Ernest Satow mit dem Titel „The Voyage of Captain John Saris to Japan 1613“ herausgegeben.
Saris selbst schied 1615 aus dem Dienst der Englischen Ostindien-Kompanie aus und kehrte nach England zurück und ließ sich in einem Anwesen namens Goodriches in Fulham, Middlesex, nieder. Im selben Jahr heiratete er Anne Megges, Tochter des Londoner Kaufmanns William Megges, die 1623, vermutlich im Kindbett, starb. Saris starb am 11. Dezember 1643 im Alter von 63 Jahren. Er und seine Witwe wurden in der All Saints Church in Fulham bestattet, wo sein Grabmonument bis heute erhalten ist.